# 錫姆斯鎮區 (密歇根州)
錫姆斯鎮區（英語：Sims Township）是位於美國密歇根州阿勒納克縣的一個行政鎮區。

## 地方資料
錫姆斯鎮區的面積為120.90平方千米，當中陸地面積為29.80平方千米，而水域面積為91.10平方千米。根據2020年美國人口普查的數據，當地共有人口986人，而人口密度為每平方千米8.16人。